# Koivusaari (ö i Finland, Lappland, Östra Lappland, lat 66,34, long 28,37)
Koivusaari är en ö i Finland. Den ligger i sjön Alajärvi och i kommunen Posio i den ekonomiska regionen  Östra Lapplands ekonomiska region  och landskapet Lappland, i den norra delen av landet, 700 km norr om huvudstaden Helsingfors. Öns area är 5 hektar och dess största längd är 370 meter i nord-sydlig riktning.